# Oxydia nattereri
Oxydia nattereri là một loài bướm đêm trong họ Geometridae.